# Хектор (Арканзас)
Хектор (енгл. Hector) град је у америчкој савезној држави Арканзас.

## Демографија
По попису из 2010. године број становника је 450, што је 56 (-11,1%) становника мање него 2000. године.
| Група             | 2000.       | 2010.       |
| Белци             | 480 (94,9%) | 418 (92,9%) |
| Афроамериканци    | 0 (0,0%)    | 0 (0,0%)    |
| Азијати           | 1 (0,2%)    | 0 (0,0%)    |
| Хиспаноамериканци | 13 (2,6%)   | 19 (4,2%)   |
| Укупно            | 506         | 450         |